# Palazzo Bartolini Salimbeni
Palazzo Bartolini Salimbeni è un edificio storico del centro di Firenze, situato in piazza di Santa Trinita 1 (lungo via Tornabuoni davanti alla colonna della Giustizia) angolo via Porta Rossa 107r e via delle Terme 18.
Opera di Baccio d'Agnolo, segnò un punto di svolta nell'architettura residenziale cittadina, i cui spunti, sebbene in un primo momento fortemente criticati, vennero poi ampiamente riutilizzati e sviluppati nei secoli successivi. 
Dal 2018 il piano nobile ospita la Collezione Roberto Casamonti, un percorso espositivo dedicato all'arte moderna e contemporanea dalla fine del XIX secolo agli inizi del XXI secolo.
Il palazzo appare nell'elenco redatto nel 1901 dalla Direzione Generale delle Antichità e Belle Arti, quale edificio monumentale da considerare patrimonio artistico nazionale.

## Storia
Anticamente qui si trovavano le case dei Soldanieri, che vi tenevano una locanda, passate poi alla famiglia Dati, dai quali vennero acquistate da Bartolomeo Bartolini, che aveva nel cognome anche Salimbeni per ricordare la discendenza dall'antica famiglia di Siena.

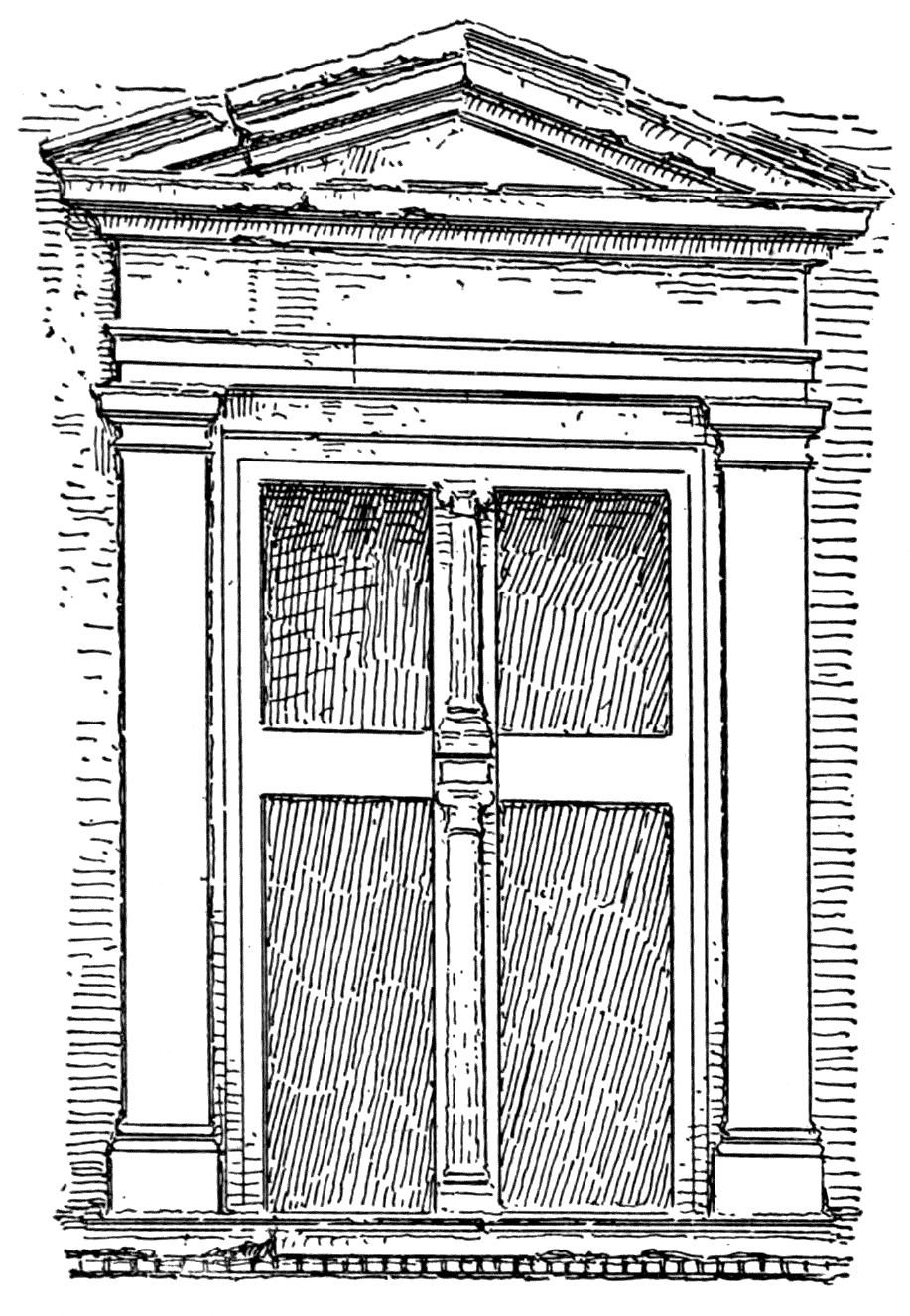
Una finestra di Palazzo Bartolini Salimbeni in una resa grafica

Il palazzo odierno fu edificato da Baccio d'Agnolo tra il 27 febbraio 1520 ed il maggio 1523, come ci informa il "Libro della muraglia", un codice cartaceo dove il committente Giovanni Bartolini annotò tutte le spese sostenute per la realizzazione del palazzo di famiglia; si regista anche come l'architetto venne retribuito con due fiorini d'oro al mese.
L'edificio segnò una svolta nell'edilizia civile fiorentina, ispirato com'è allo stile 'alla romana' del Cinquecento, pregno di ornati ed elementi classici nel rilievo delle colonne ai lati del portone, nei timpani triangolari, nelle membrature sporgenti che creano zone di ombra e di luce. Già Giovanni Cinelli ne riconosceva in questo senso il primato, dicendolo "il primo palagio, che si facesse con architettura tanto ornata", aggiungendo poi, sulla scorta delle notizie fornite da Giorgio Vasari: "e per beffare l'architetto, vi fu di notte appiccato filze di frasche, come alle chiese per le feste far si suole. Ma il tempo, che seco la verità conduce, e scuopre, ha fatto di poi conoscer sua bellezza". 
I Bartolini-Salimbeni vi abitarono fino ai primi anni dell'Ottocento. Giunto pressoché inalterato fino a quel periodo, il palazzo subì notevoli modifiche interne ad opera dell'architetto Giuseppe Martelli tra il 1838 e il 1839, finalizzate a trasformare, su richiesta degli eredi Bartolini, la residenza in elegante albergo (si trattava del famoso Hotel du Nord dove, tra gli altri, soggiornarono lo scrittore americano Herman Melville, lo scrittore inglese William Makepeace Thackeray, il filosofo e poeta inglese Ralph Waldo Emerson, il botanico e naturalista inglese Philip Barker Webb, lo scrittore tedesco Herman Grimm). Durante i lavori il cortile fu in parte tamponato per ricavare ulteriori locali e sulla facciata principale furono aperte al terreno due nuove finestre (poi richiuse durante il restauro degli anni sessanta del Novecento). Nel 1863 l'edificio venne poi acquistato dai principi Pio di Savoia mantenendo la sua funzione di struttura ricettiva (comunque rinnovata con lavori condotti dall'architetto Vincenzo Micheli tra il 1864 e il 1865) e, almeno fino agli anni ottanta (nel 1875 era stato peraltro dichiarato monumento nazionale), l'ottima reputazione. 

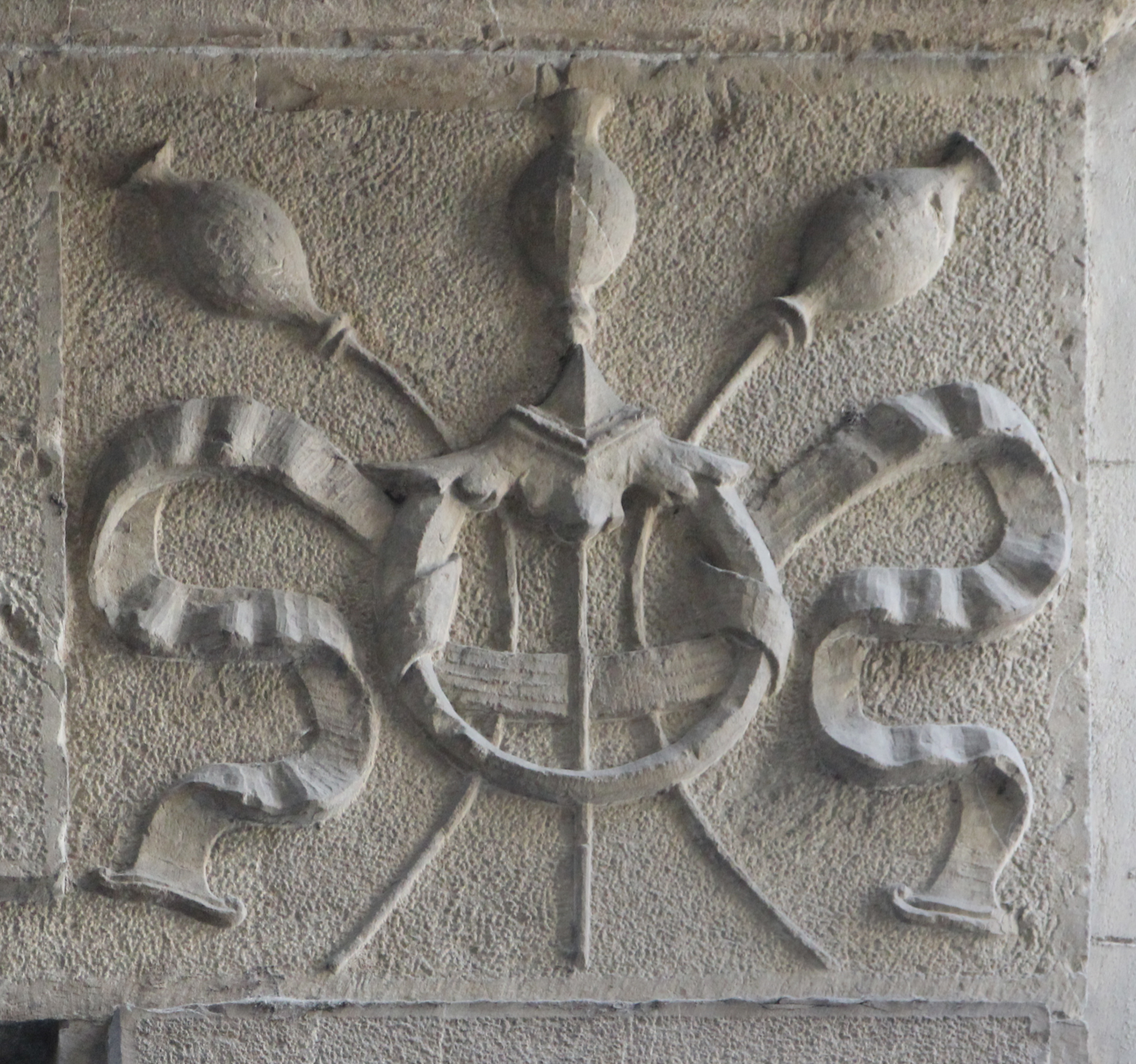
Un emblema Bartolini Salimbeni

Nei primi decenni del Novecento cessò di essere albergo e progressivamente gli spazi riacquistarono l'originaria configurazione, compromessa dalla precedente frammentazione dei locali. Il degrado degli elementi lapidei di facciata e gli alti costi per il loro ripristino portarono tuttavia a una estenuante disputa tecnico giuridica che si protrasse per tutta la prima metà del secolo. Nell'attesa di un sostanziale intervento sulla fabbrica, tuttavia, nel 1939, Cesare Benini intervenne sui graffiti del cortile, rifacendo con tecnica analoga le vaste zone andate perdute. La continua caduta di frammenti dalle facciate portò finalmente all'apertura di un cantiere di restauro, tra il 1961 e 1962 (questa data venne iscritta nel timpano del portale centrale), condotto su progetto di Piero Sanpaolesi con fondi della proprietà, del Comune e dello Stato: visto lo stato di avanzato sfaldamento degli elementi in pietra arenaria della facciata, si optò per la sostituzione integrale delle parti lapidee del tutto compromesse, mentre per le altre antiche si effettuò un consolidamento sperimentale con "indurimento chimico del pietrame a mezzo di imbibizione con fluosilicati di magnesio", i cui esiti risultarono negli anni successivi purtroppo negativi (il che non toglie l'importanza dell'intervento senza il quale probabilmente il monumento avrebbe perso l'intero assetto del prospetto). Inoltre, come sintetizzato nella scheda del catalogo della mostra del restauro monumentale di Venezia del 1964 - dove si esponeva un campione di pietra deteriorata della facciata conservata per metà allo stato naturale e per l'altra metà trattata - si costruì un "contrappeso in cemento armato nel sottotetto per riportare il baricentro del cornicione pericolante e in grave stato di degradazione dentro il suo nocciolo centrale di inerzia". Contestualmente all'intervento i locali del piano nobile furono adibiti a sede del Consolato Generale di Francia. Dal 1984 queste stesse sale furono occupate dagli uffici della sede di rappresentanza a Firenze di Centrobanca Spa., che provvide a restaurarle con la direzione dell'architetto Alberto Paoli e dell'ingegnere Giuseppe Martini. Nell'ambito dello stesso cantiere si tornò a intervenire sui graffiti del cortile interno (1986-1987) che mostravano un vistoso degrado soprattutto nelle porzioni frutto delle integrazioni di Benini (le parti originali superstiti rappresentano circa il 20% della superficie complessiva), documentando i vari interventi con una pubblicazione illustrativa.

## Descrizione

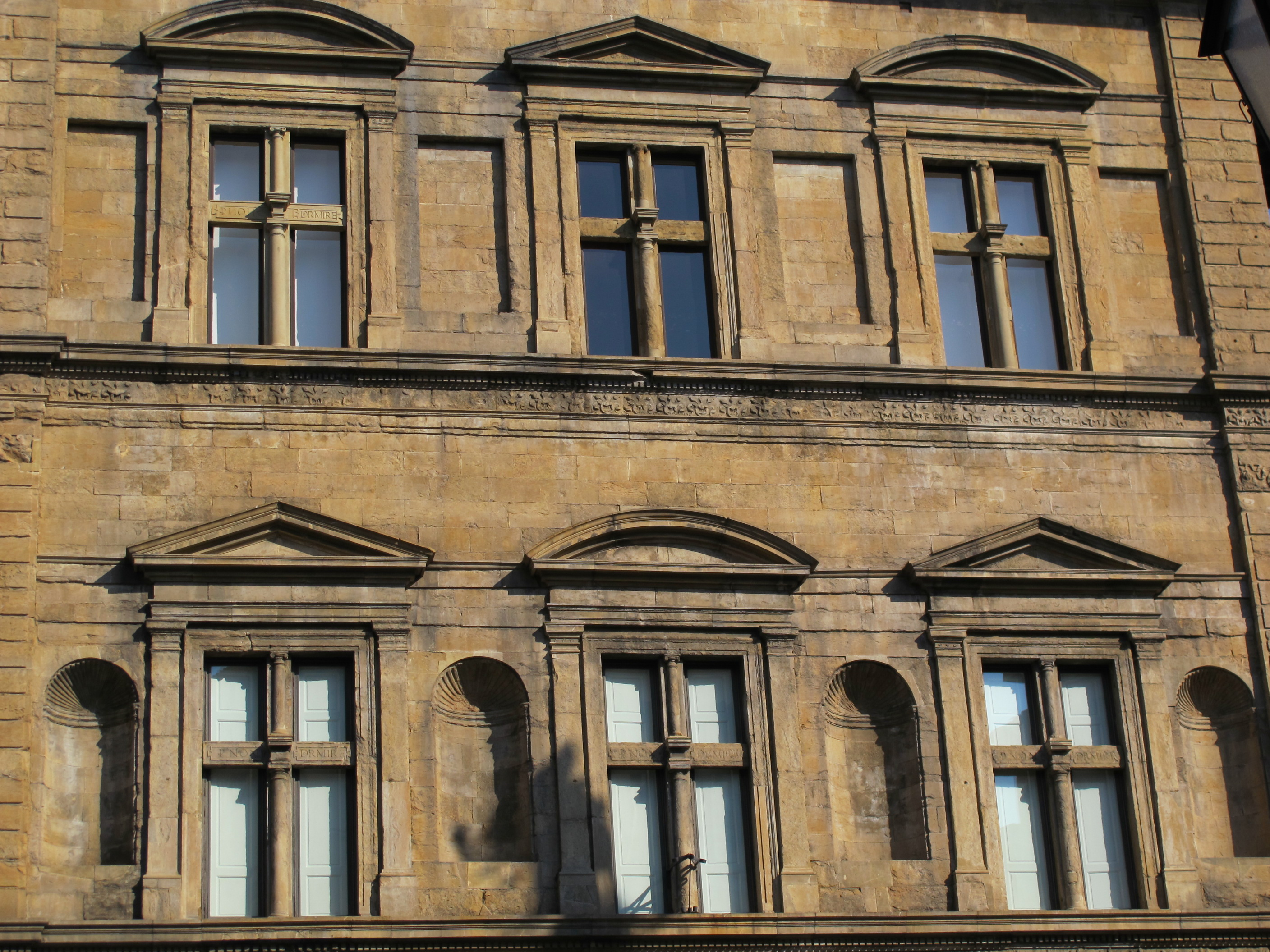
Le finestre della facciata

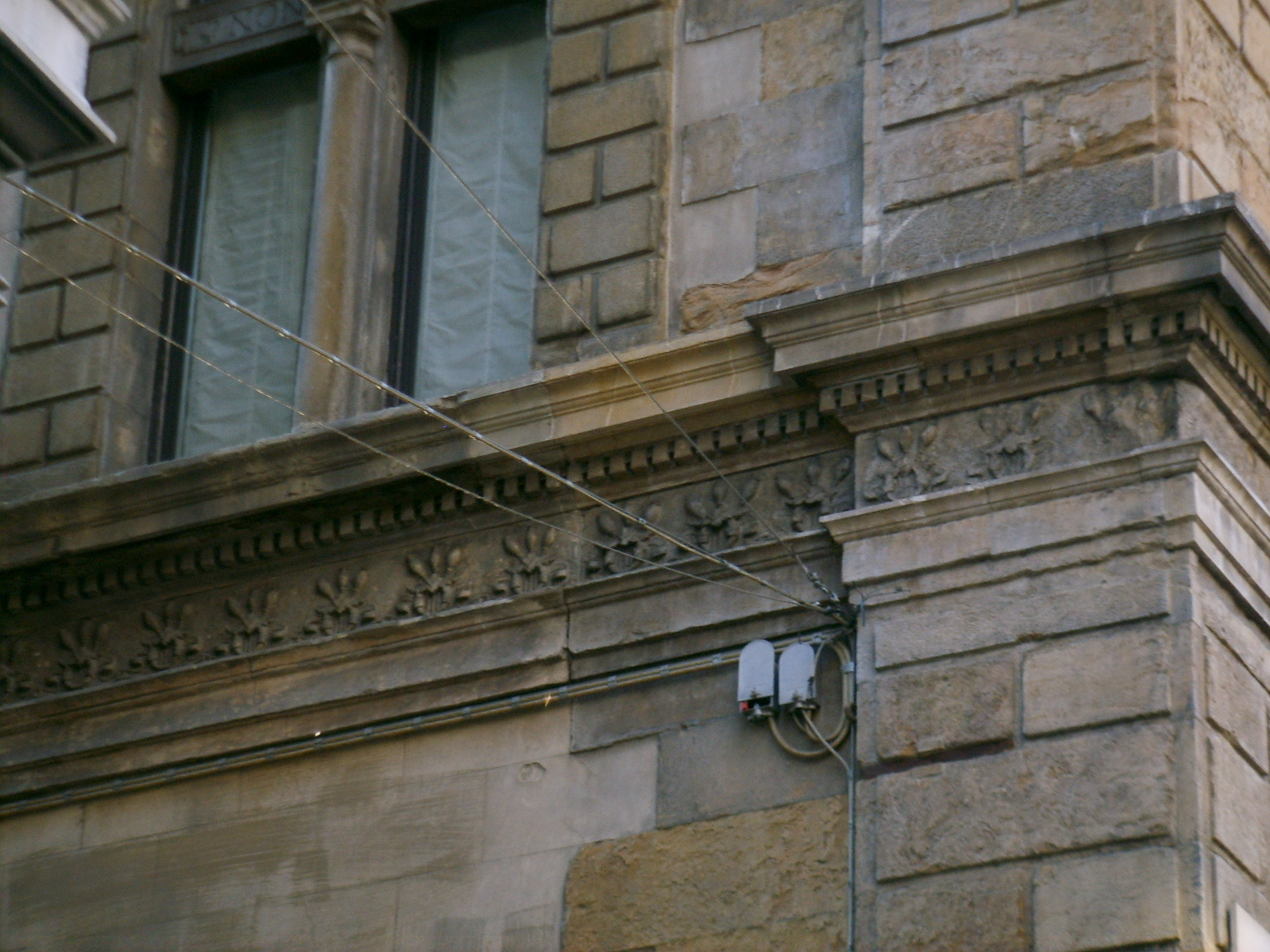
Il fregio

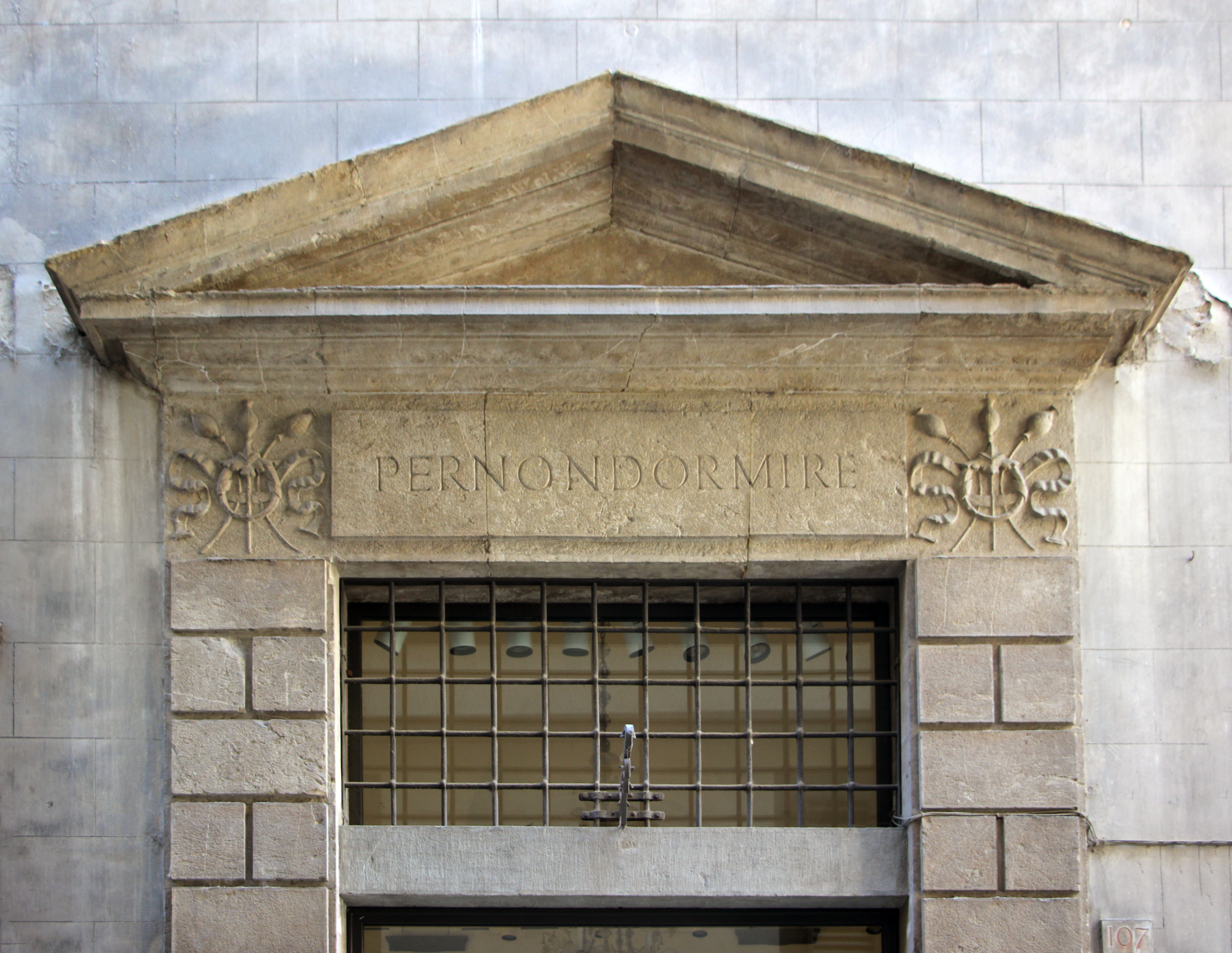
Per non dormire
scolpito sull'architrave del portale in via Porta Rossa

### Esterno
Il palazzo è importante per lo sviluppo dell'architettura residenziale fiorentina (e non solo) perché fu il primo costruito in stile rinascimentale alla romana: inizialmente criticatissimo fu poi in seguito copiato e segnò un fondamentale momento di passaggio dall'arte rinascimentale a quella del manierismo. 
Nella facciata sono presenti numerose novità, sconosciute ai palazzi precedenti: il portale con le colonne ai lati e le finestre rettangolari, tutti sormontati da architrave con fregio e timpani dal frontone triangolare o ad arco, al posto delle aperture centinate tradizionali; le stesse finestre sono suddivise in quattro riquadri ciascuna tramite elementi in pietra cruciformi, con colonnina scolpita sull'elemento verticale centrale e paraste ai bordi. I volumi appaiono inoltre movimentati dal ricorso a membrature sporgenti bilanciate da nicchie al primo piano (dove un tempo erano collocate statue, rimosse per le feroci critiche che le ritenevano più adatte alla facciata di una chiesa) e rientranze rettangolari al secondo; gli spigoli rinforzati da pietre a bugnato, intorno ai quali sporgono ulteriormente le già consistenti cornici marcapiano, dotate di fregio (con l'emblema dei tre papaveri) e il cornicione fortemente sporgente, che presenta dentelli di reminiscenza classica. Completa l'insieme la panca di via. Si creano così zone di luci ed ombre molto nette, a causa delle sporgenze e rientranze, che danno un effetto plastico e di chiaroscuro sconosciuto ai palazzi del Quattrocento, accentuato ulteriormente dall'uso di pietre diverse (quella "forte", giallognola, su piazza Santa Trinita, "serena", grigio scuro, e "bigia", grigio chiaro, su via Porta Rossa). 
Il suo stile, così originale per Firenze (basti confrontare l'attiguo e di pochi anni antecedente Palazzo Buondelmonti), non riscosse successo fra i contemporanei, anzi su Baccio d'Agnolo piovvero numerose le critiche, come ci riporta il Vasari nelle Vite. L'architetto arrivò a far incidere sopra il portale la scritta «Carpere promptius quam imitari», cioè "Criticare è più facile che imitare". La scritta «P[er] non d[o]rmire» è invece presente entro cartigli nell'elemento trasversale delle finestre a croce. Si trata del motto della famiglia, adottato poi anche da Gabriele D'Annunzio, a cui alludono anche gli onnipresenti papaveri, fiore dell'oppio e quindi del sonno. L'origine del motto sarebbe un tributo alla sollecitudine con la quale i componenti della famiglia si recavano agli appuntamenti d'affari sacrificando anche il sonno, con particolare riferimento a quando un membro della casata, con l'astuzia tipica dei mercanti, riuscì ad accaparrarsi una grossa partita di merce offrendo la sera prima un banchetto drogato con l'oppio ai compratori concorrenti, in modo da essere l'unico a presentarsi all'asta la mattina successiva. 
Sulla cantonata con via Porta Rossa è uno scudo con l'arme degli stessi Bartolini (al leone troncato cuneato). Dell'altro scudo che segnava l'angolo con via delle Terme rimane solo lo scasso nella muratura e la mensola che ne consentiva la presa. 
Il prospetto su via Porta Rossa, per quanto secondario, si presenta di notevole importanza, riproponendo lo stesso disegno presente sulla piazza, seppure con piani di fondo intonacati (anche se graffiti a finto ammattonato) in sostituzione di quelli in pietra, e il coronamento con una gronda alla fiorentina, in contrapposizione a quella alla romana scelta per il fronte principale. Rimane invece invariato il disegno e il decoro così come la distribuzione delle molte ed elaborate finestre. Sulla porta al n. 107r (che un tempo doveva servire come altro accesso al palazzo e che oggi immette a un esercizio commerciale), sono i papaveri araldici e il motto «Per non dormire» scritto questa volta per esteso. Sempre su questo lato, ai nn. 99r-101r, si trova l'esercizio storico dell'argentiere Pampaloni, e vi è conservata anche l'insegna precedente della "Libreria Bruno Baccani". 
Su via delle Terme sono presenti finestre di forma e dimensione diversa e poste fuori asse, di modo che l'impressione è appunto quella di trovarsi su una zona di scarso pregio. La gronda (in contrapposizione al prospetto principale dove si optò per il tipo alla romana) è tradizionalmente alla fiorentina. A uniformare parzialmente la facciata è il fondo intonacato e trattato a finto ammattonato, comunque di fattura recente, e la panca di via. In via delle Terme, sul lato opposto della strada, si trovavano anche le rimesse e la scuderia del palazzo, riconoscibili al 51 rosso per il motto e l'emblema della Casa.

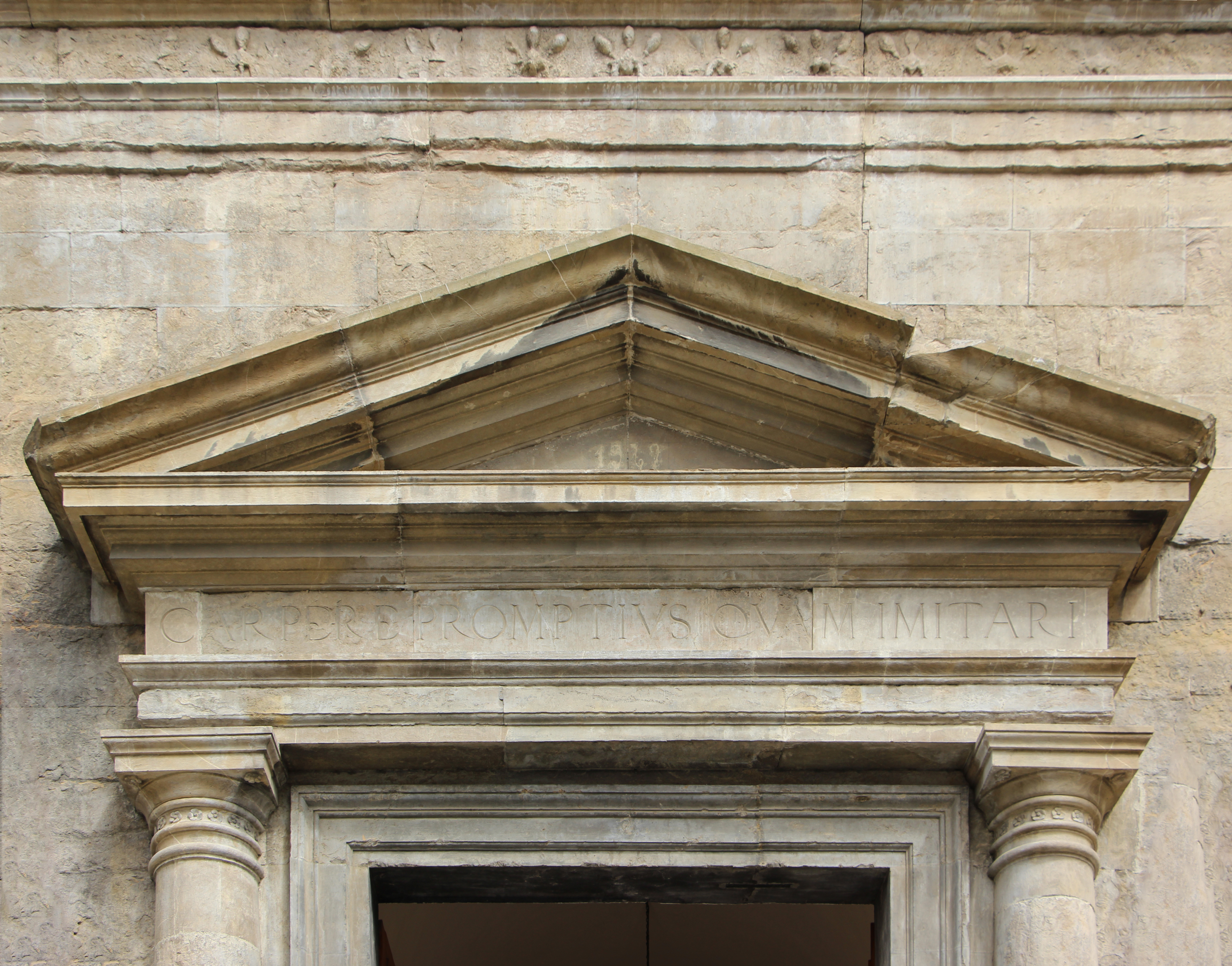
Il portale principale con l'iscrizione "carpere promptius quam imitari"
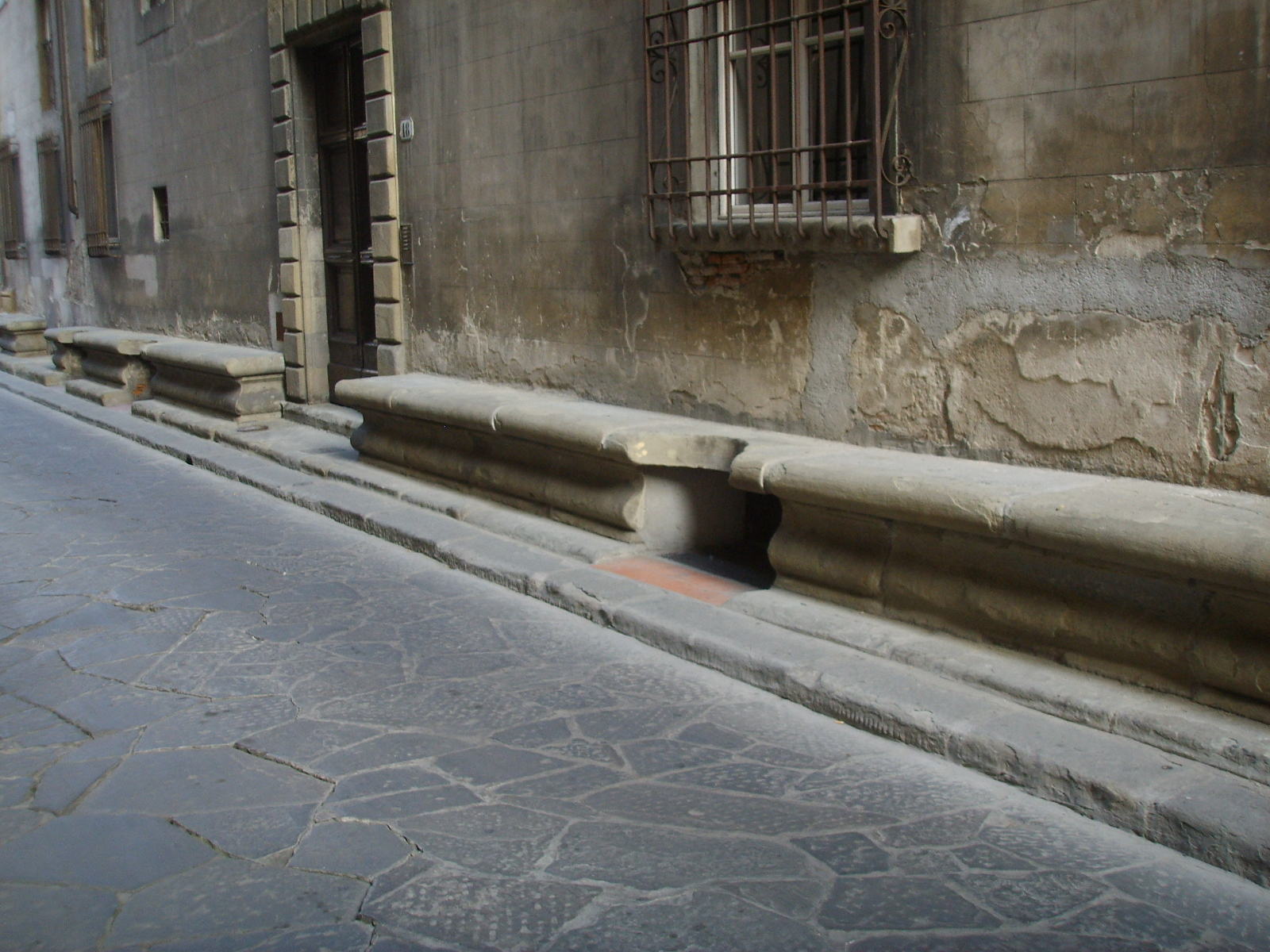
La panca di via
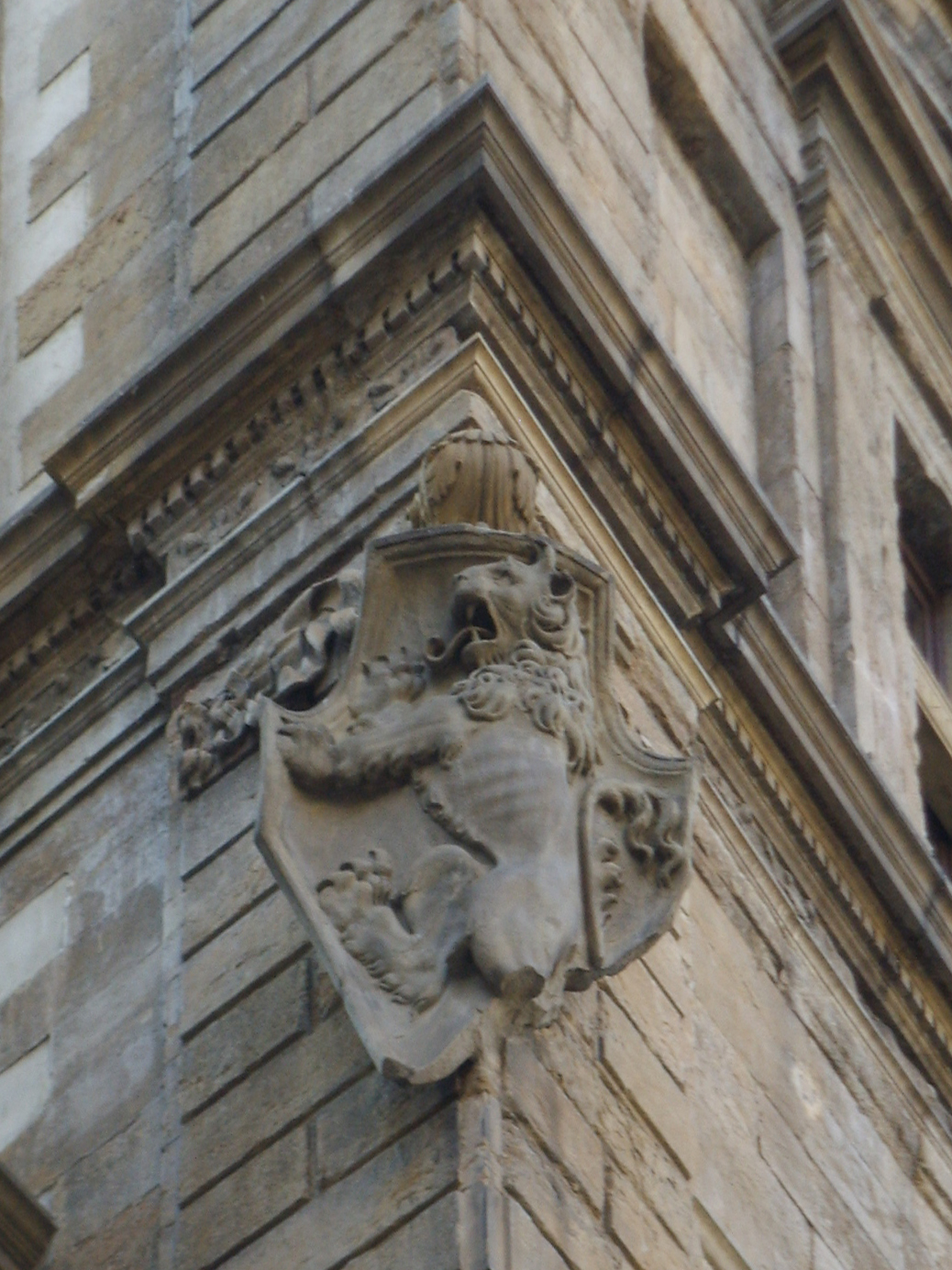
Lo stemma sulla cantonata
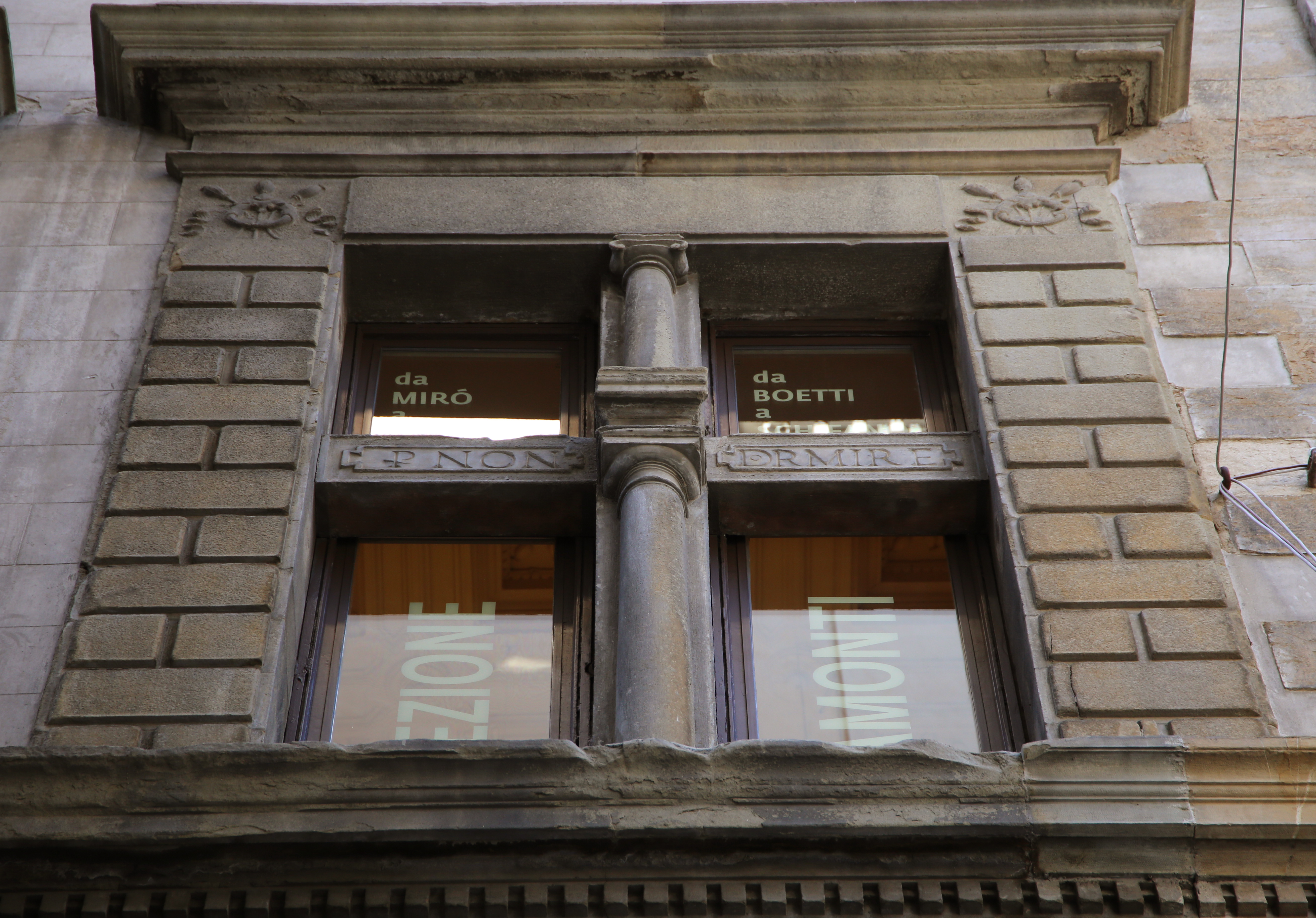
Finestra su via Porta Rossa con motto

Su via delle Terme, vicino alla cantonata, una lapide installata nel 1963 ricorda il soggiorno del poeta e critico americano James Russell Lowell all'Hotel du Nord:
| NELL'ANTICO HÔTEL DU NORD JAMES RUSSELL LOWELL POETA E CRITICO AMERICANO STUDIOSO DI DANTE SOGGIORNÒ NELL'INVERNO DEL 1874 TRAENDO ISPIRAZIONE DALLA BELLEZZA DELLA CITTÀ DI FIRENZE |

### Cortile

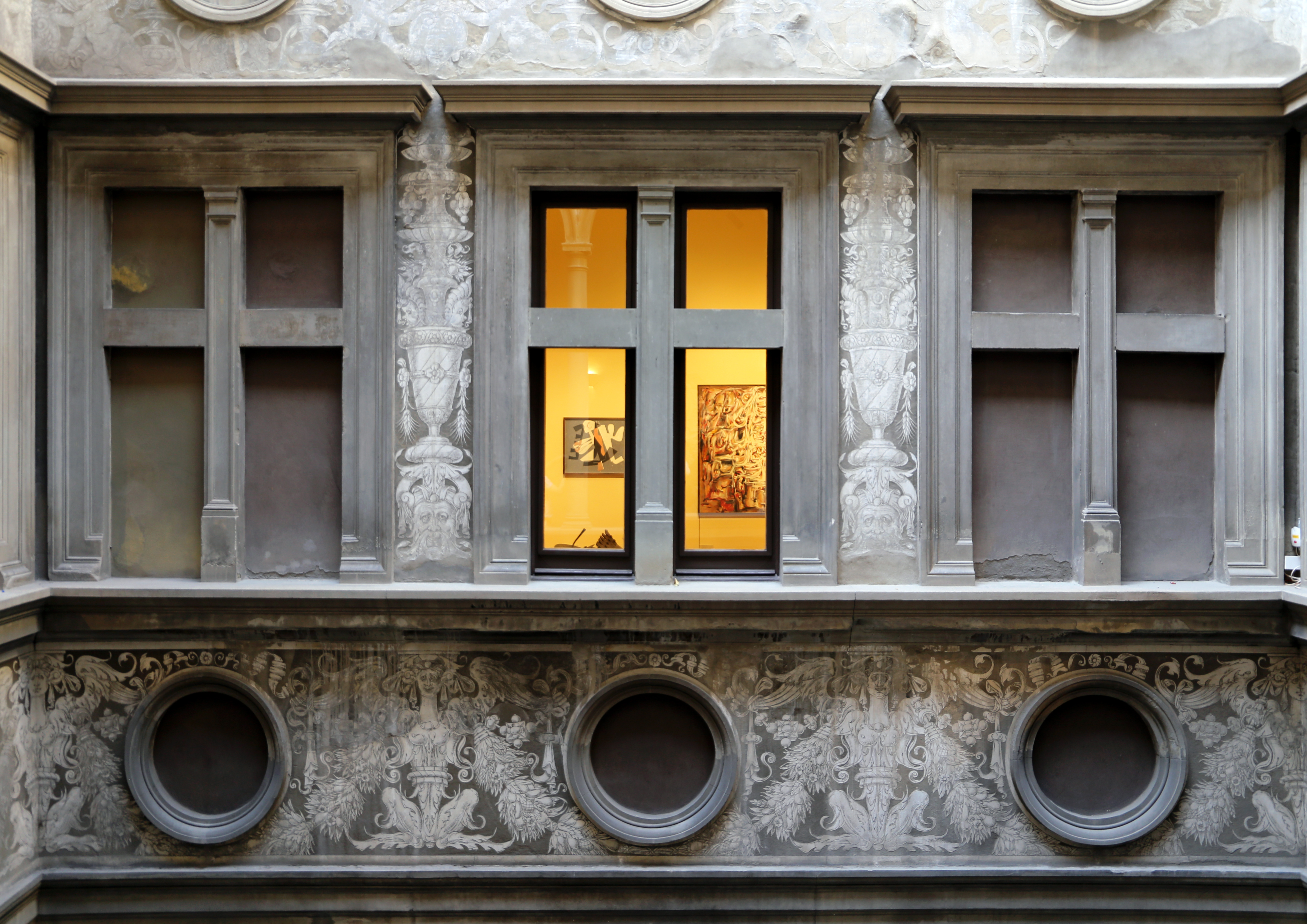
I graffiti nel cortile

Attraverso un androne con volta a botte si accede al contrile centrale, di elegante classicismo, dove la decorazione si stende in ritmi più pacati rispetto alla facciata. Consiste in un portico su tre lati chiuso da colonne e archi a tutto sesto; nel un lato ed una campata ad ovest sono stati chiusi per ricavare altri ambienti; il quarto lato presenta un arco a sbarra che sorregge i piani superiori. Le decorazioni con graffiti e grottesche a monocromo di questo ambiente arrivano fino al secondo piano e sono attribuiti ad Andrea Feltrini. Sul fregio si aprono anche alcuni oculi destinati anticamente ospitare medaglioni a bassorilievo. Sopra gli archi corre una serie di finestre in pietra, con lo stesso motivo incrociato di quelle in facciata e sovrastate a loro volta da altri oculi. I preziosi capitelli e peducci hanno una decorazione a foglie d'acanto con due fasce a perlinatura e a treccia, oltre a una fascia scanalata.
Al primo piano si apre una loggetta sul cortile con tre arcate sostenute da sottili archetti ed un soffitto ligneo a cassettoni. Una seconda loggetta, forse eseguita in un secondo tempo, domina il palazzo ed è in posizione arretrata per non essere visibile dal cortile o dall'esterno.

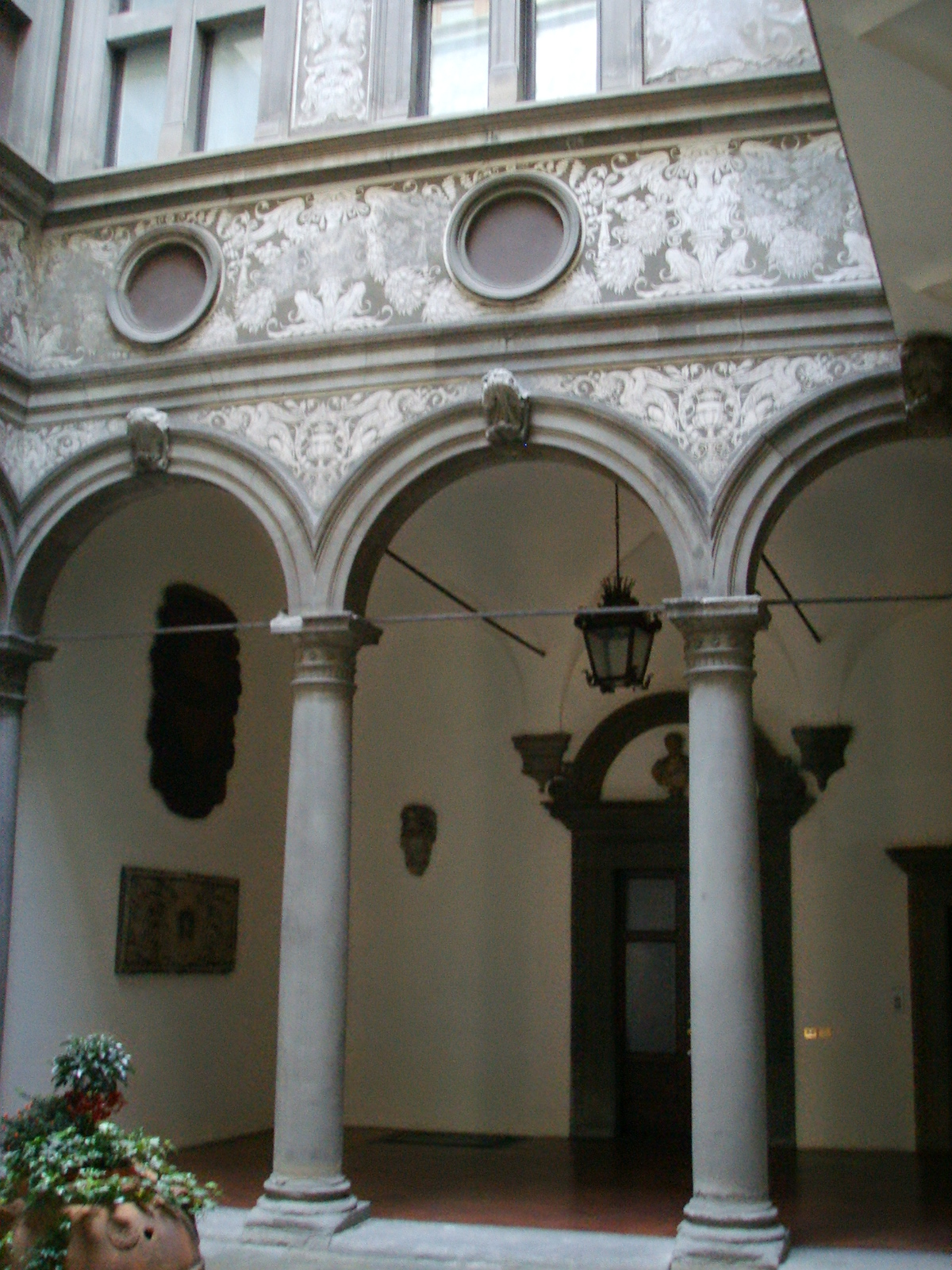
Il cortile
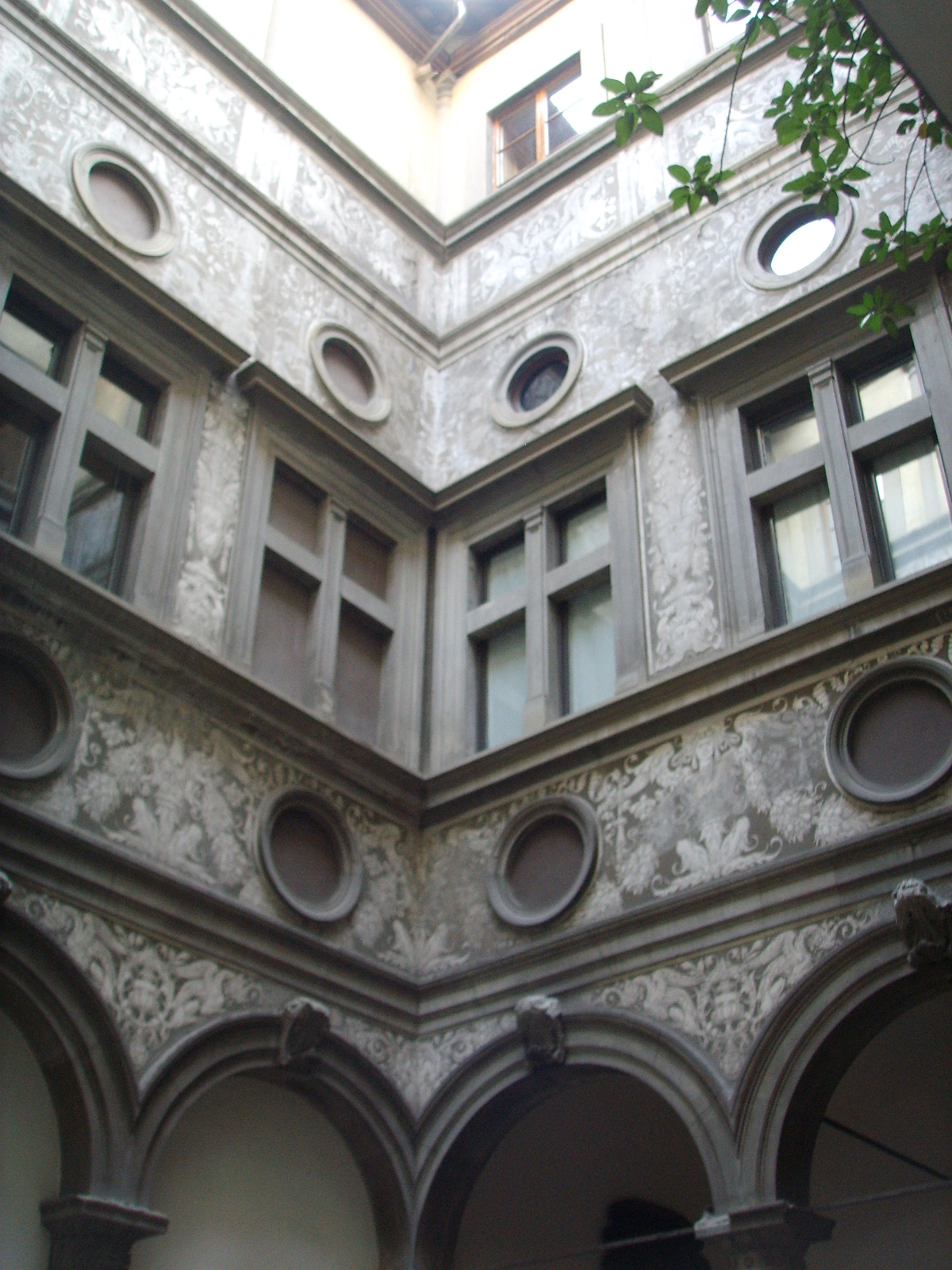
L'ordine nel cortile
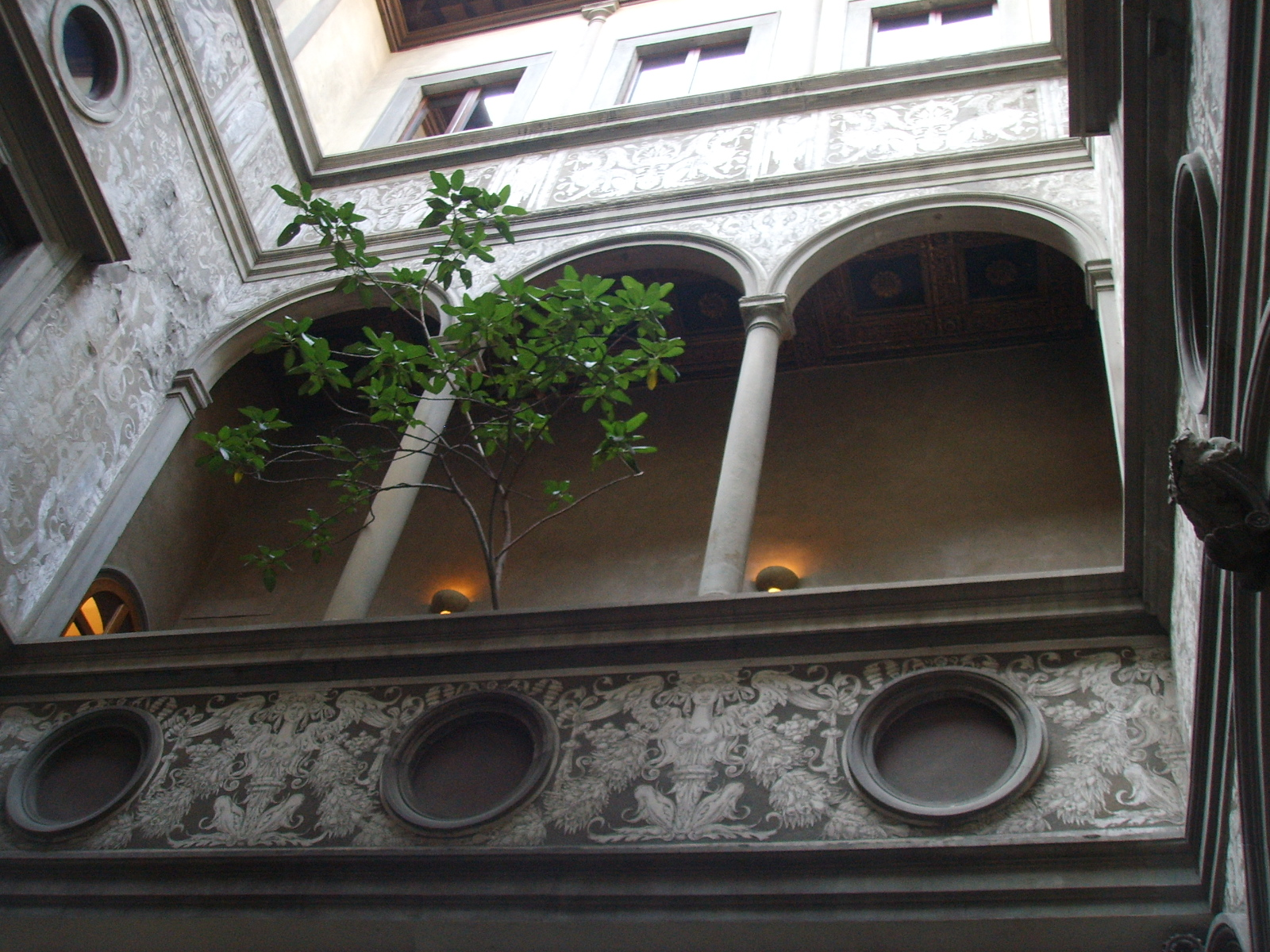
La loggetta vista dal cortile
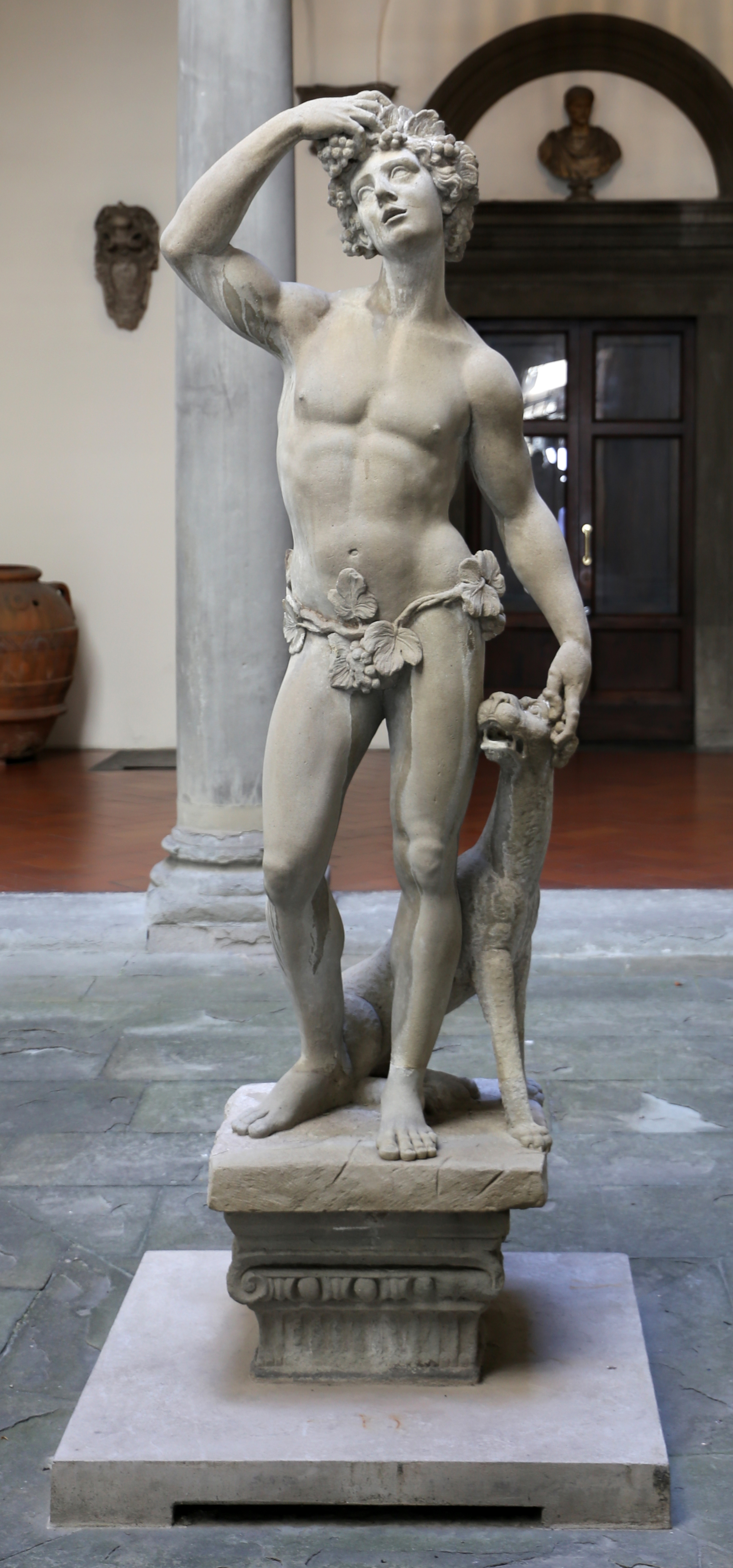
Statua di Bacco, forse da una nicchia della facciata

### Interno

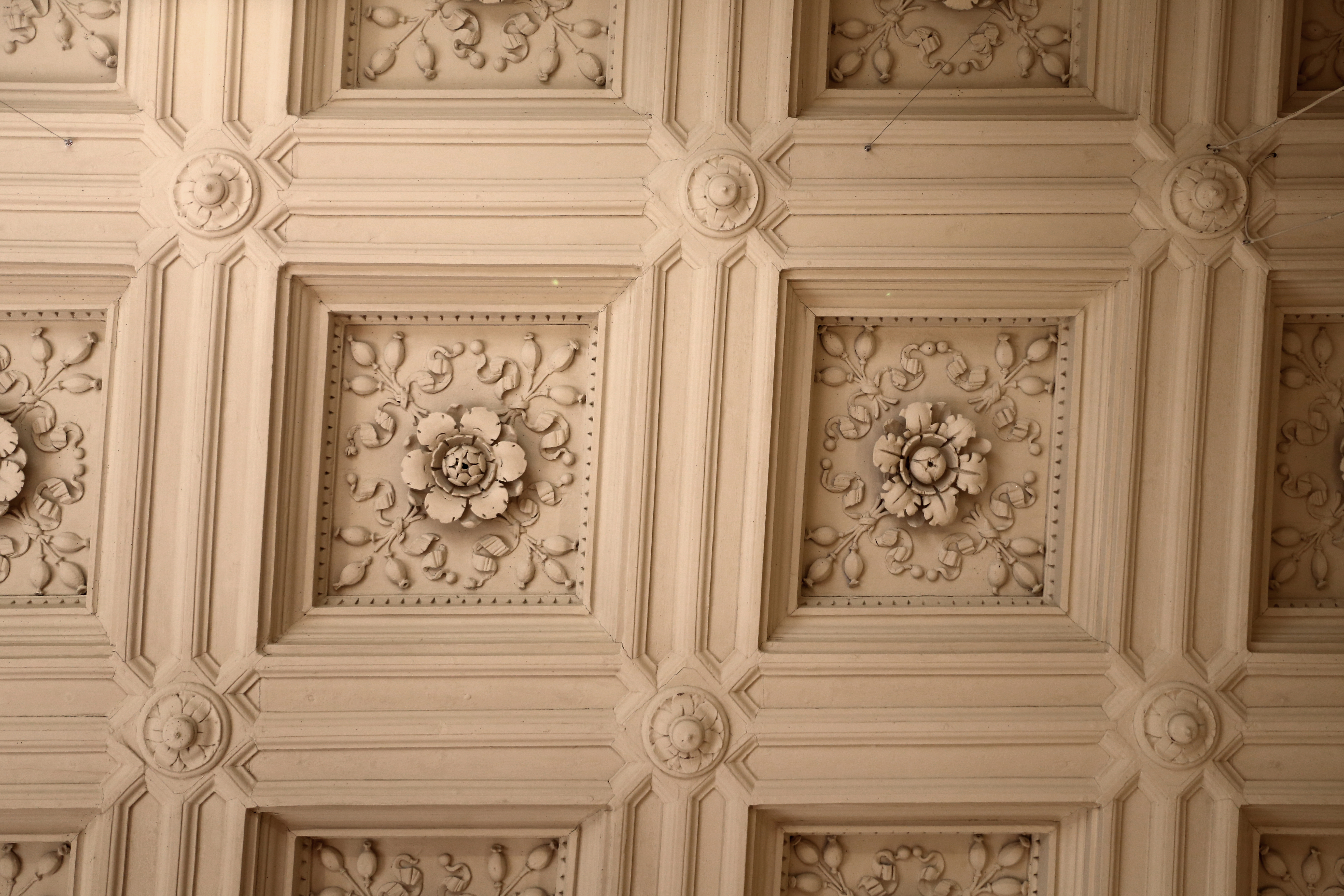
I cassettoni del salone al piano nobile

Negli interni si segnalano notevoli cassettonati lignei, in cui ricorre l'emblema delle teste di papavero, forse eseguiti dal figlio di Baccio d'Agnolo, Giuliano, in collaborazione col padre (frammenti sono conservati nella villa medicea di Cerreto Guidi, dove si trovano anche le ante originali del portone). Delle decorazioni pittoriche, che un tempo dovevano essere oltremodo estese, si conservano solo frammenti.

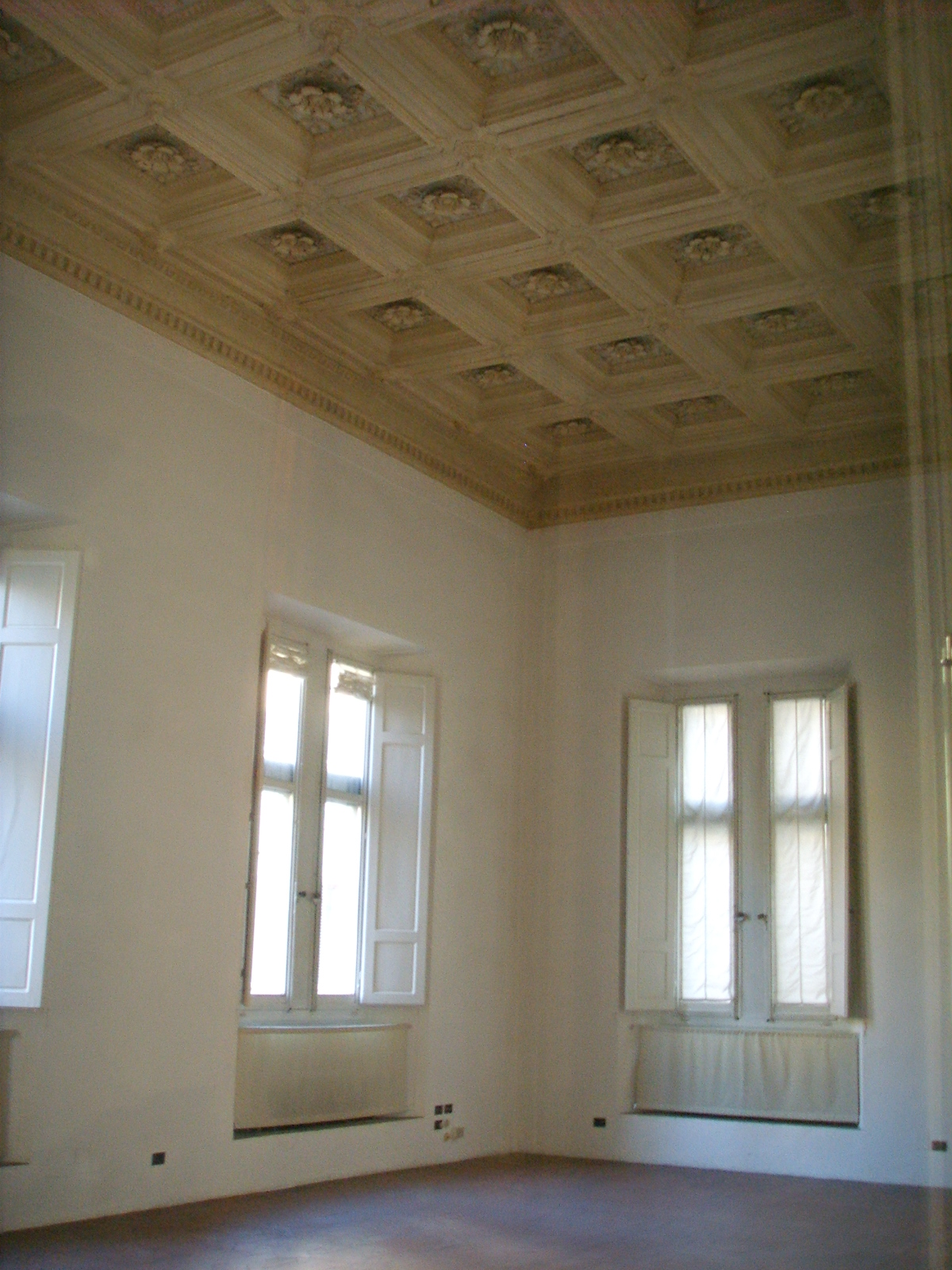
Salone del primo piano
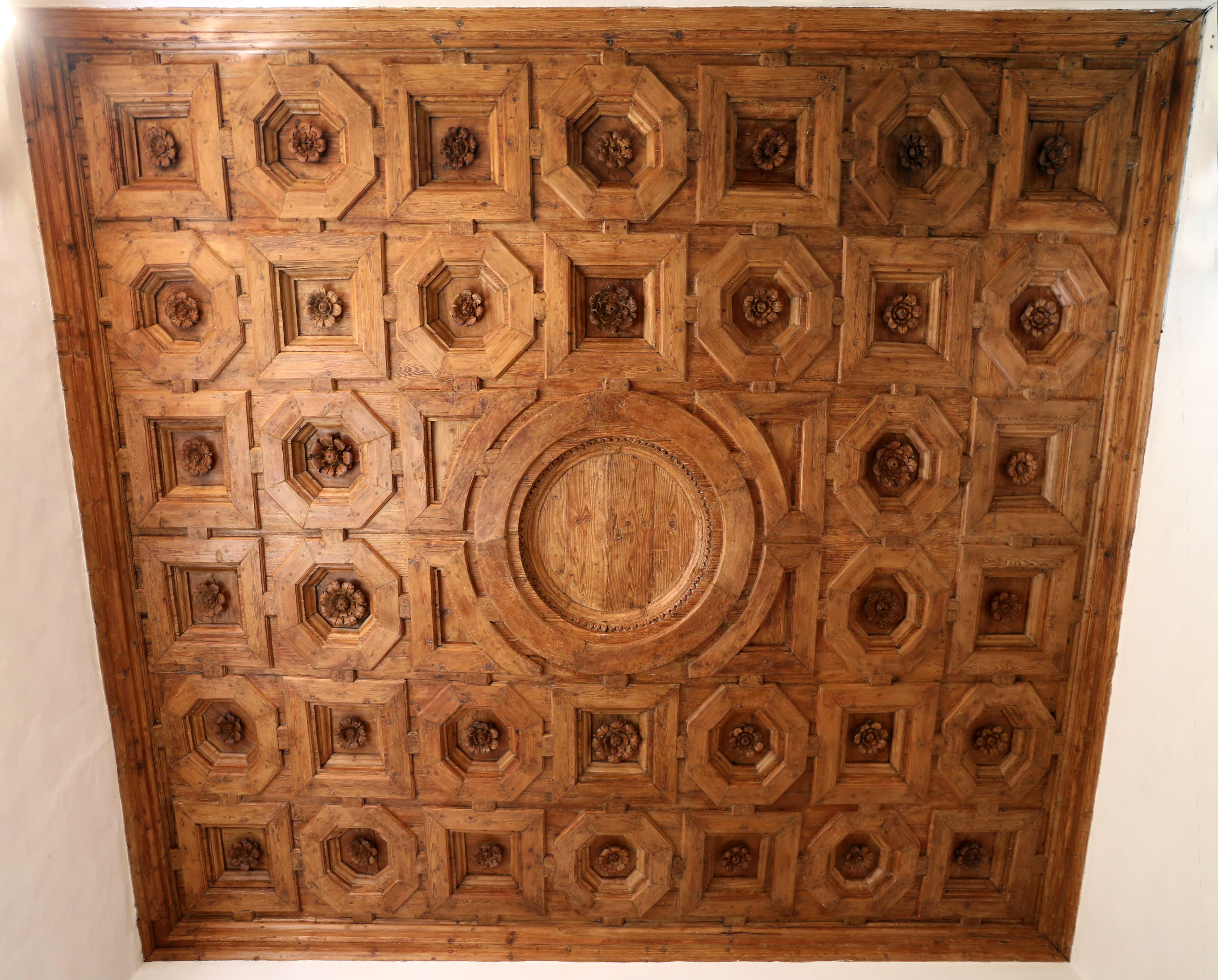
Soffitto ligneo
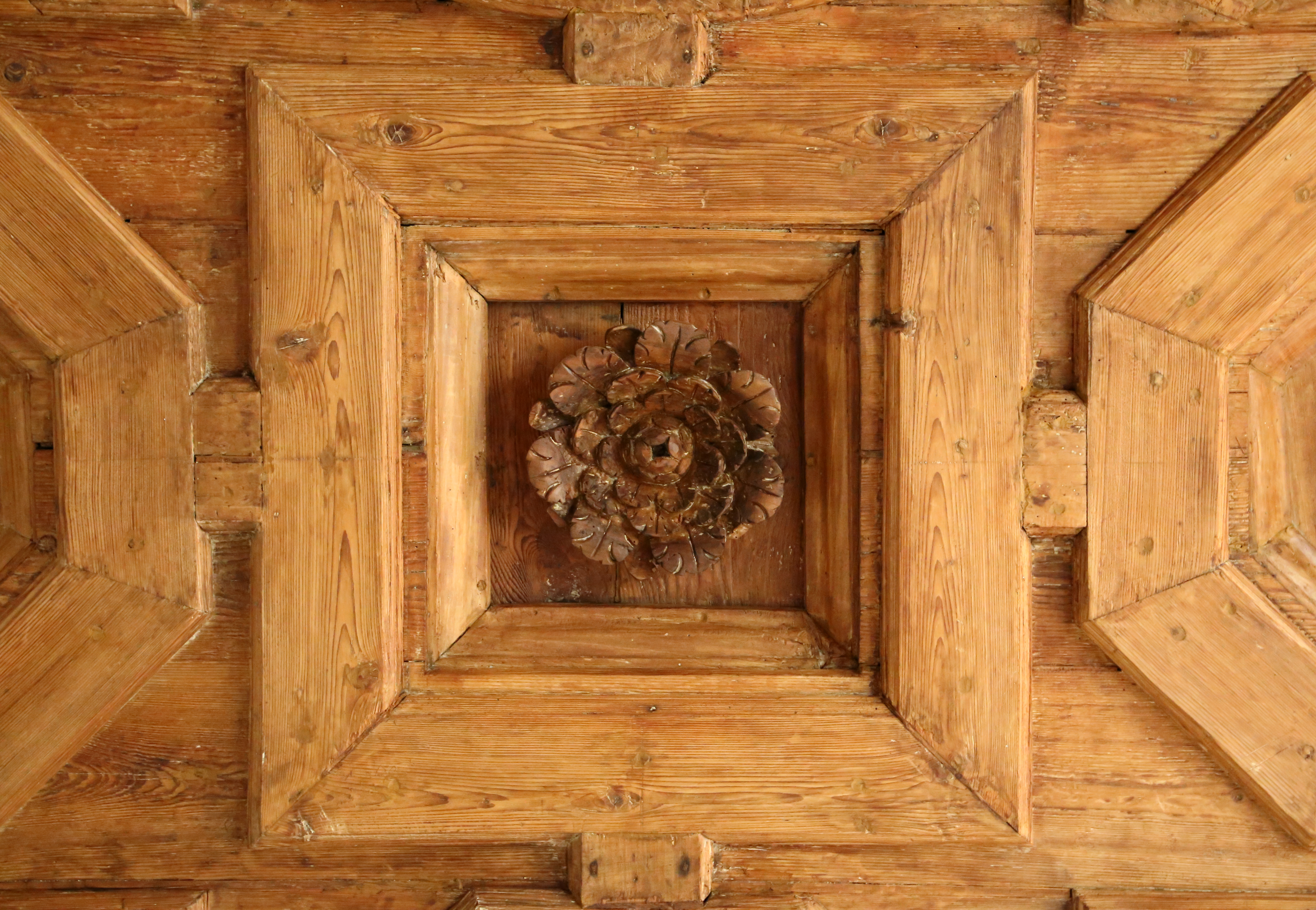
Un cassettone con rosetta
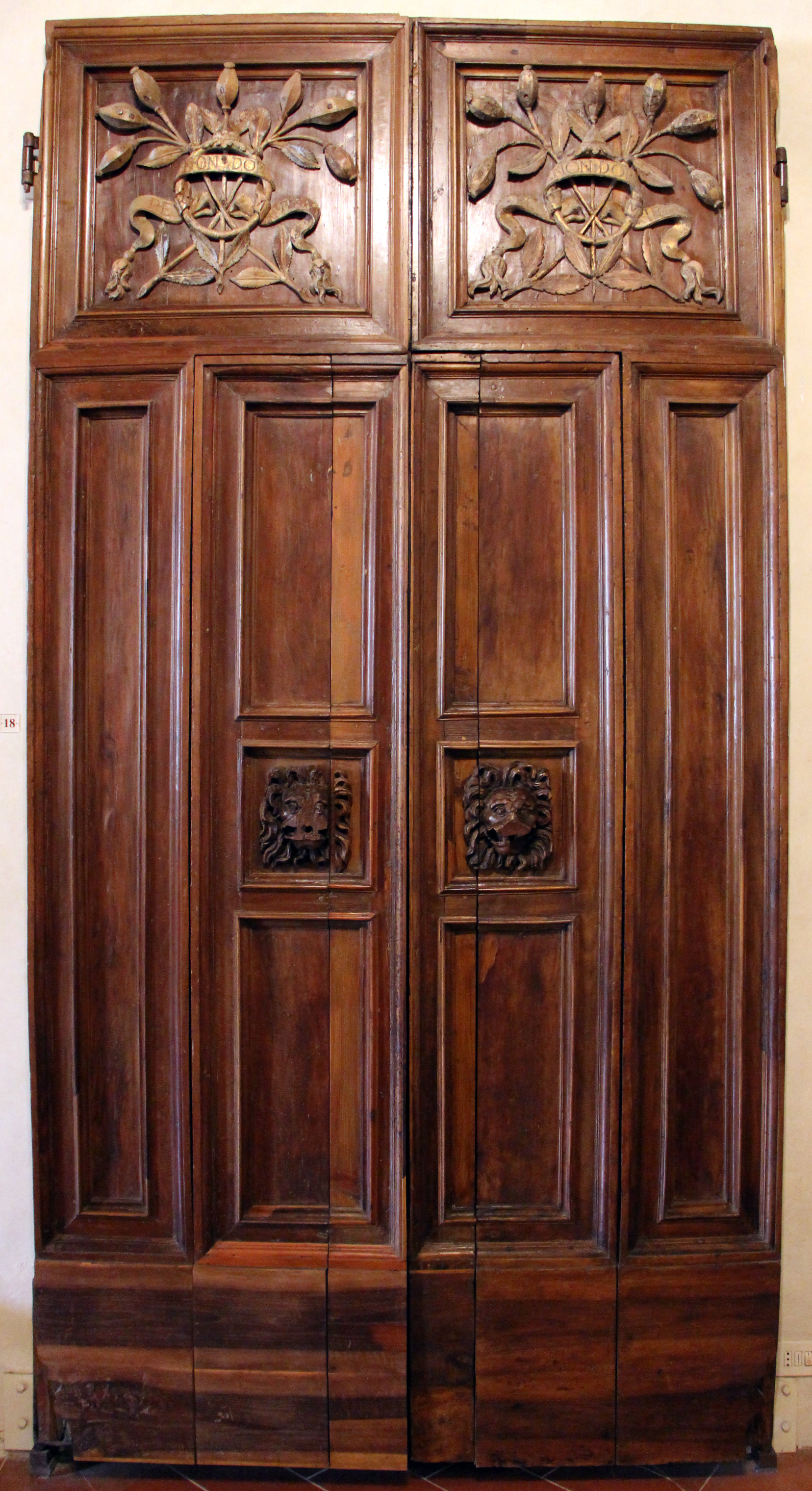
Il portale cinquecentesco originale, oggi nella villa di Cerreto Guidi

### Collezione Roberto Casamonti

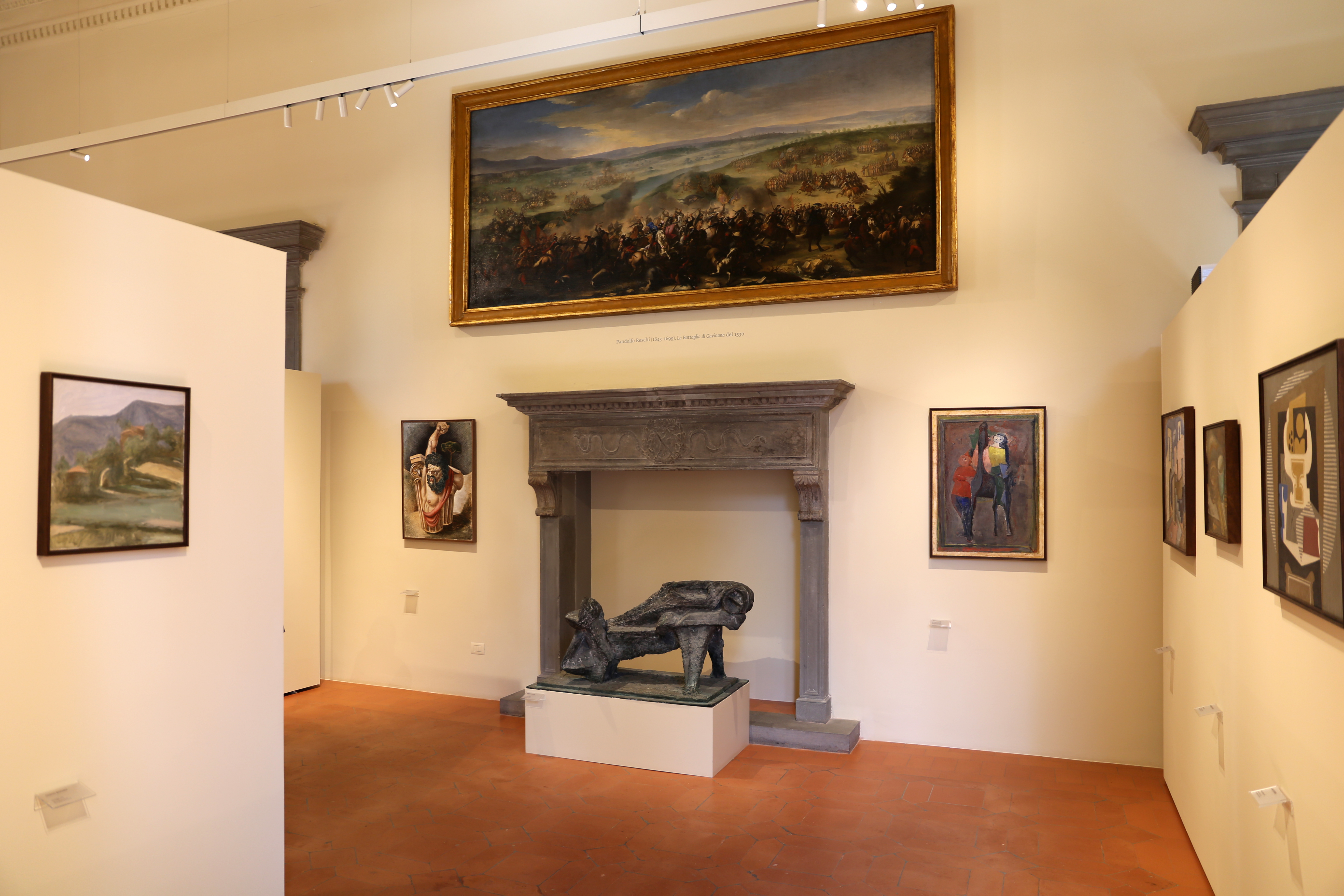
Allestimento della prima parte della Collezione Roberto Casamonti nel 2018

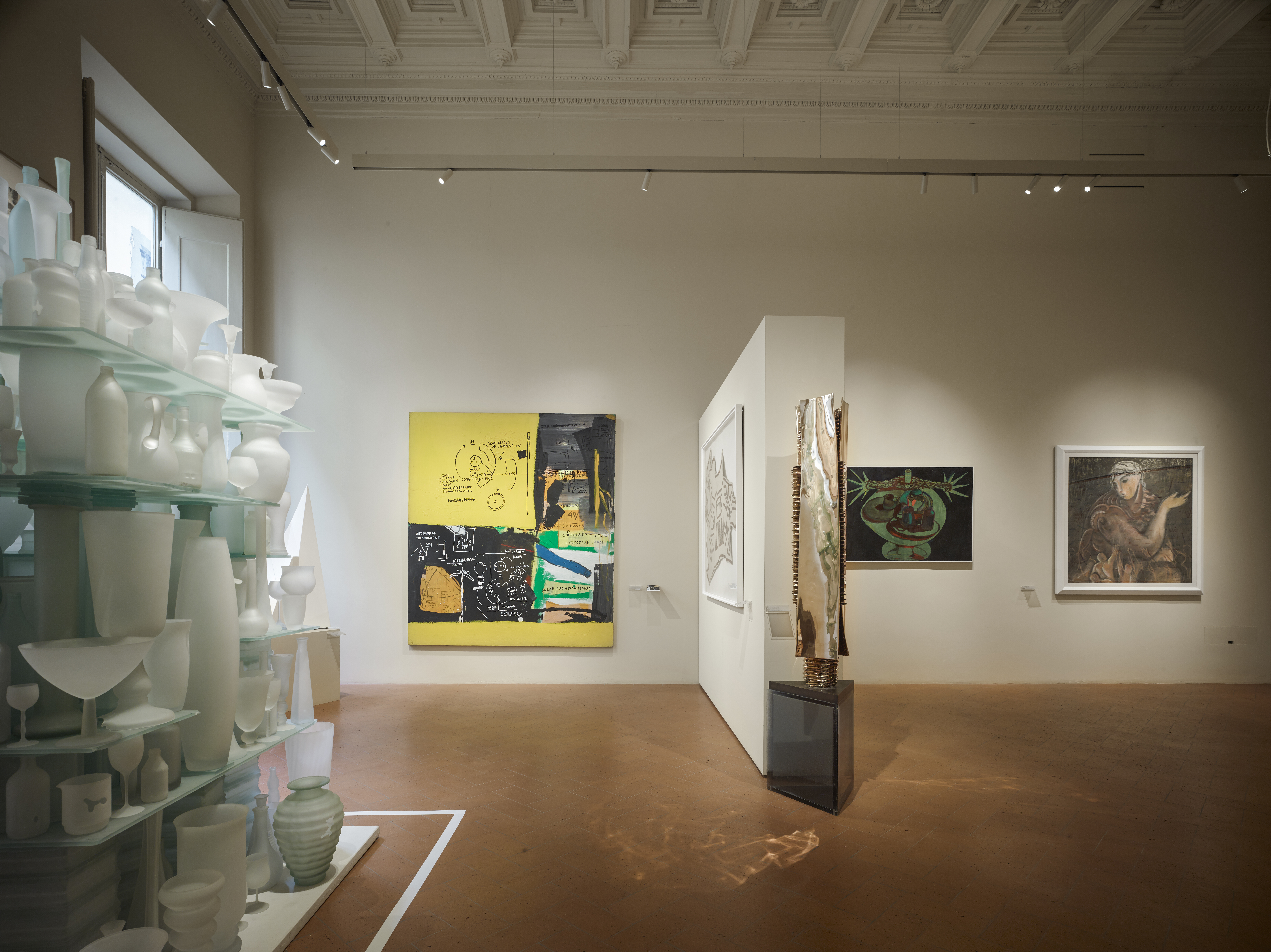
Allestimento della seconda parte della Collezione Roberto Casamonti nel 2019

Durante la sua lunga attività di gallerista titolare di "Tornabuoni Arte", Roberto Casamonti ha collezionato opere dei maggiori maestri italiani e internazionali dell'arte del Novecento, con qualche inclusione di grande pregio anche nel XIX e nel XXI secolo. 
La collezione, aperta al pubblico dal 2018, è composta da due sezioni cronologicamente ordinate ed esposte a rotazione nel piano nobile di Palazzo Bartolini Salimbeni: 
- la prima "Dagli inizi del XX secolo agli anni '60" presenta artisti quali Giovanni Fattori, Giovanni Boldini, Giacomo Balla, Gino Severini, Carlo Carrà, Mario Sironi, Giorgio de Chirico, Giorgio Morandi, Max Ernst, Paul Klee, Pablo Picasso, Georges Braque, Fernand Léger, Lucio Fontana, Piero Manzoni, Alberto Burri, Andy Warhol;
- la seconda "Dagli anni '60 agli inizi del XXI secolo", con opere di Michelangelo Pistoletto, Mimmo Paladino, Mario Merz, Alighiero Boetti, Joan Mirò, Yves Klein, Antoni Tapies, Christo, Luigi Ontani, Gilbert & George, Jean-Michel Basquiat, Keith Haring, Anish Kapoor, Bill Viola, Maurizio Cattelan, Marina Abramovich, è attualmente in mostra.

## Bibliografia

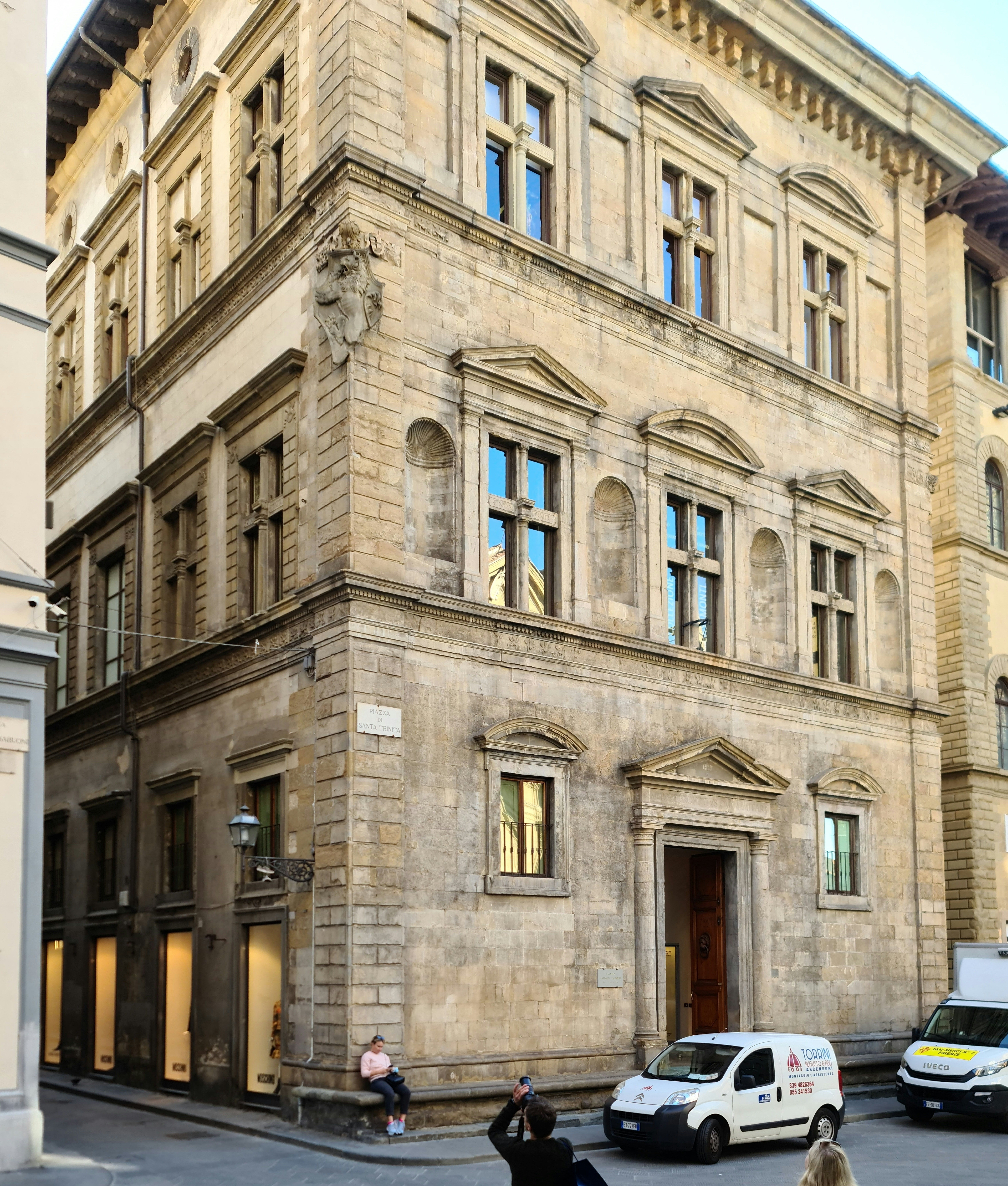
Veduta della cantonata su via Porta Rossa

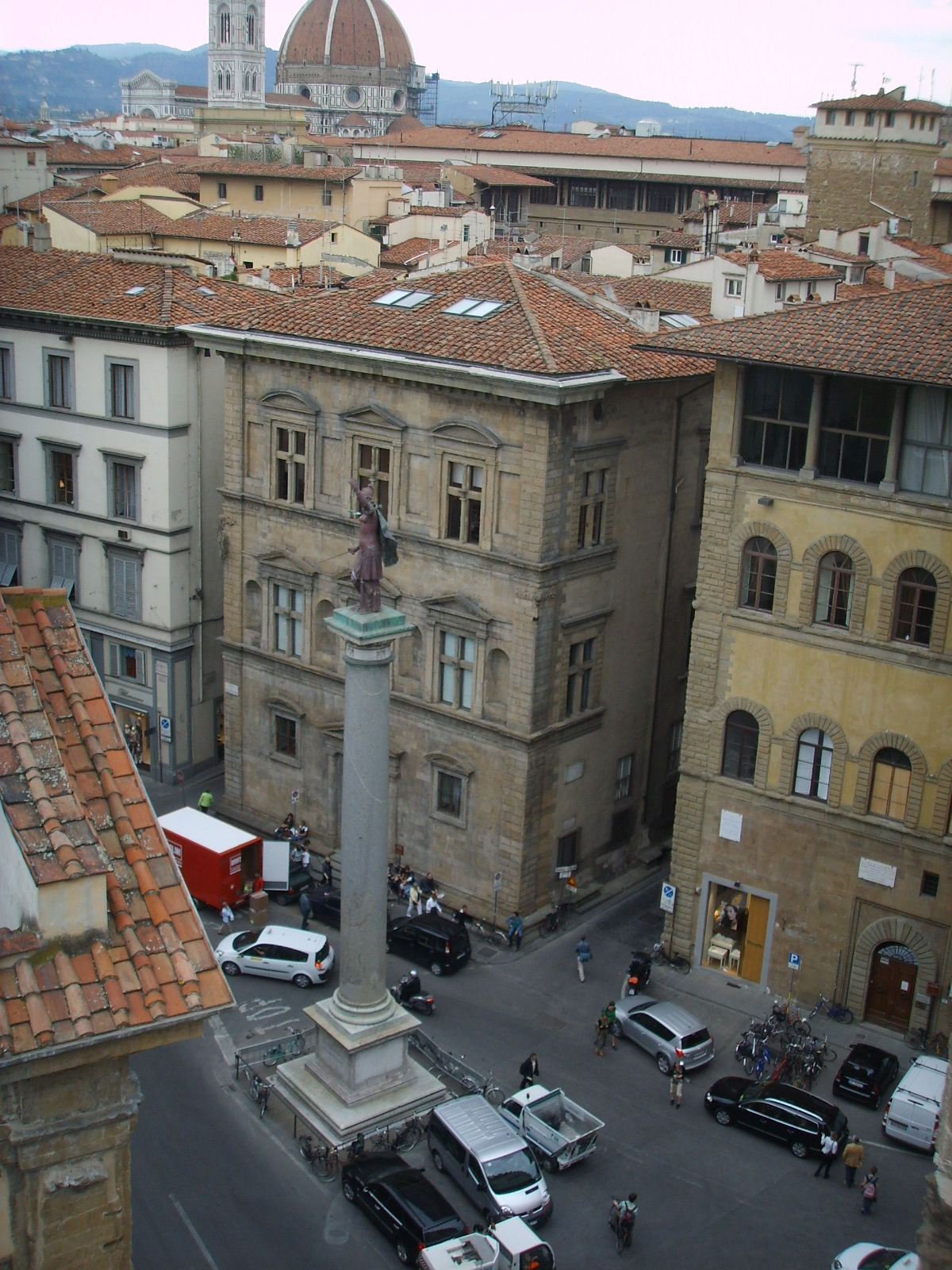
Veduta con la colonna della Giustizia dalla torre dei Gianfigliazzi

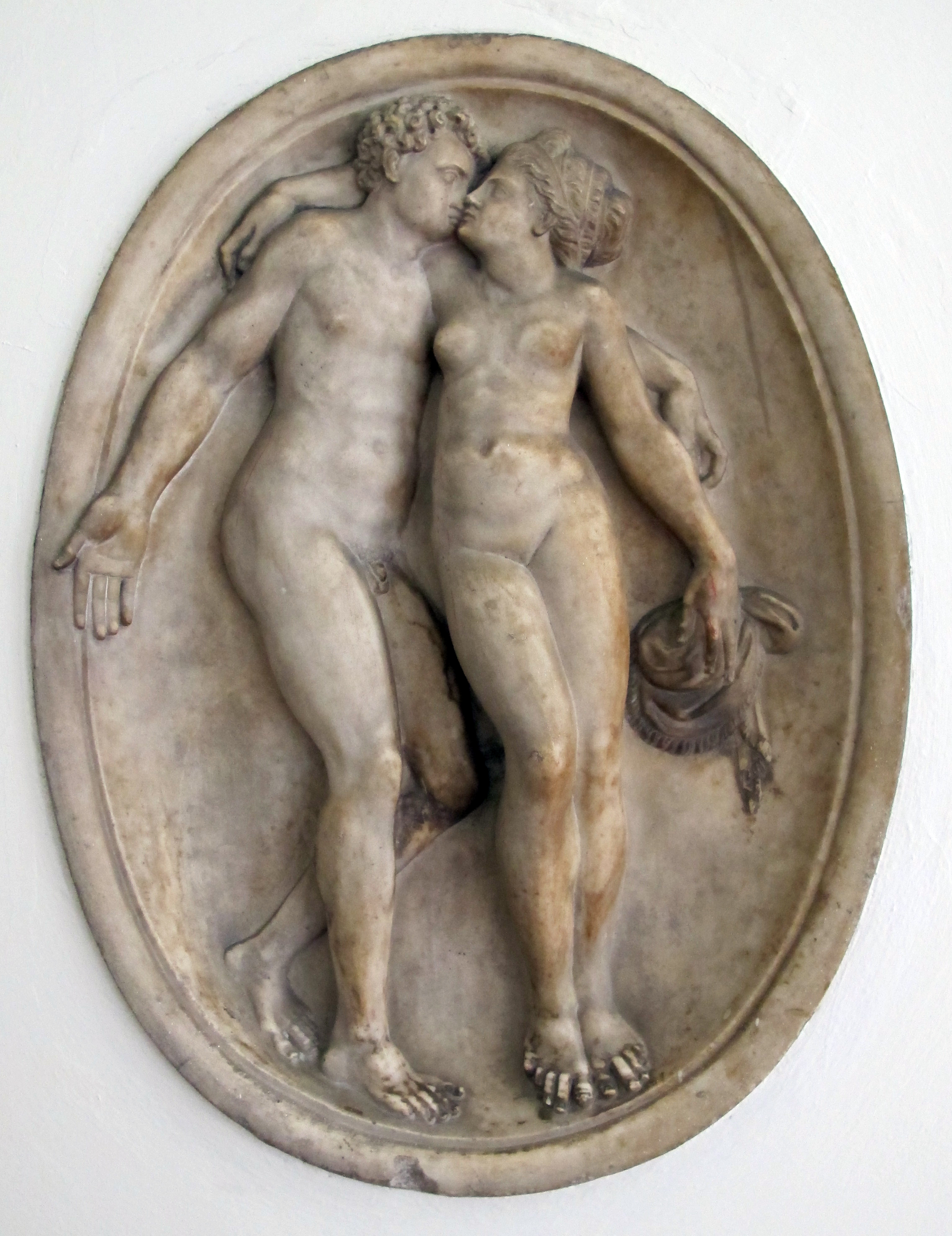
Bassorilievo attribuito a Baccio Bandinelli murato nel cortile